# Кузьмичёвское сельское поселение
Кузьмичёвское се́льское поселе́ние — муниципальное образование в Городищенском районе Волгоградской области.
Административный центр — посёлок Кузьмичи.

## История
Кузьмичёвское сельское поселение образовано 14 мая 2005 года в соответствии с Законом Волгоградской области № 1058-ОД.

## Население
| 2010  | 2012  | 2013  | 2014  | 2015  | 2016  | 2017  |
| ----- | ----- | ----- | ----- | ----- | ----- | ----- |
| 2357  | ↘2351 | ↘2329 | ↘2319 | ↘2311 | ↘2282 | ↘2273 |
| 2018  | 2019  | 2020  | 2021  |       |       |       |
| ↘2247 | ↗2270 | ↘2261 | ↘2253 |       |       |       |

## Состав сельского поселения
| № | Населённый пункт | Тип населённого пункта          | Население |
| - | ---------------- | ------------------------------- | --------- |
| 1 | Кузьмичи         | посёлок, административный центр | ↘2253     |